# ホロ酵素
ホロ酵素（ホロこうそ、英: holoenzyme）とは、酵素本体となるタンパク質分子に、非タンパク質性の分子が結合したものを呼ぶ。この場合の非タンパク質性の分子の部分を補因子と呼ぶ。補酵素を要求する酵素はホロ酵素であり、補酵素部分が補因子となっている。
多くの場合、非タンパク質性の部分を失うと活性を失う。このタンパク質部分のみの状態のものをアポ酵素と呼ぶ。
また、複数のタンパク質分子が複合体を形成して初めて活性を示すような酵素についても、ホロ酵素と呼ぶ場合がある。この場合、一部のサブユニットを失って活性を失った状態のものがアポ酵素と呼ばれる。